# Хайнрих Венцел (Оелс-Бернщат)
Хайнрих Венцел фон Оелс-Бернщат (на немски: Heinrich Wenzel von Oels und Bernstadt; Heinrich Wenzel von Podiebrad; Heinrich Wenzel von Bernstadt; Heinrich Wenzel von Münsterberg; Heinrich Wenzel d. J.; на чешки: Hynek Václav z Minstrberka; * 7 октомври 1592, дворец Филгут при Оелс, Силезия; † 21 август 1639, вер. в Бернщат) от род Подебради, е херцог на Бернщат (1617 – 1639). Освен това той има титлата херцог на Мюнстерберг и граф на Глац (Клодзко в Полша). От 1629 до 1639 г. той е „оберландесхауптман“ на Силезия.

## Живот
Син е на херцог Карл II фон Мюнстерберг (1545 – 1617) и втората му съпруга Елизабет Магдалена фон Бриг (1562 – 1630), дъщеря на херцог Георг II фон Бриг и Барбара фон Бранденбург.
През 1608 г. Хайнрих Венцел е номиниран на ректор на „Бранденбургския университет Франкфурт“. След образователно пътуване из Европа той става императорски комисар на войската за Силезия и императорски съветник.
През 1617 г. Хайнрих Венцел наследява баща си като херцог в Бернщат. На 7 ноември 1617 г. в Оелс той се жени за Анна Магдалена фон Пфалц-Велденц, пфалцграфиня на Велденц (* 19 март 1602, Лаутерекен; † 20 август 1630, Бернщат), дъщеря на пфалцграф Георг Густав фон Пфалц-Велденц (1564 – 1634) и първата му съпруга принцеса Елизабет фон Вюртемберг (1548–1592). Бракът остава бездетен.
През 1629 г. крал Фердинанд III му дава службата „оберхауптман на Силезия“. Останал вдовец през 1630 г. Хайнрих Венцел се жени втори път на 26 август 1636 г. за Анна Урсула фон Райбниц († 1 януари 1648), дъщеря на Албрехт фон Райбниц-Щрадам и Катарина фон Неефе-Обисчау. Тя е издигна от немско-римския крал Фердинанд III на княгиня фон Бернщат на 16 януари 1637 г. в Регенсбург.
Хайнрих Венцел умира на 21 август 1639 г. и е погребан в църквата „Св. Йохан Баптист“ в Оелс. По-малкият му брат Карл Фридрих I го последва като херцог на Бернщат.

## Деца
Хайнрих Венцел и Анна Урсула фон Райбниц имат три деца:
- Анна Елизабет (* 6 юли 1637; † 28 януари 1642, погребана в Оелс)
- син (*/† 25 май 1638, погребан в Бернщат)
- син (* постум./† 7 ноември 1639, погребан в Оелс).